# سيرغي كرامينكو
سيرغي كرامينكو هو لاعب كرة قدم روسي في مركز الوسط، ولد في 2 نوفمبر 1994 في روستوف على نهر الدون في روسيا. لعب مع سبارتاك نالتشيك ونادي روستوف أون دون.